# Zaluž
Zaluž, česky také Záluž (rusínsky За́луж, ukrajinsky Залу́жжя, maďarsky Beregkisalmás) je obec v mukačevské městské komunitě, v mukačevském okrese Zakarpatské oblasti Ukrajiny. V roce 2025 zde žilo 1786 obyvatel. Osadou této obce je Romočevycja. V roce 2025 měla celá obec 2328 obyvatel.

## Historie
Obec je známá od roku 1451. V roce 1733 se připomíná dřevěný kostelík Jana Křtitele se třemi zvony. V letech 1909–1912 zde postavili italští řemeslníci zděný kostel.
Do Trianonské smlouvy patřilo sídlo pod názvem Beregkisalmás k Uherskému království, poté k Československu. V roce 1910 zde žilo 727 obyvatel, z toho 515 Rusínů, 111 Maďarů, 100 Němců. Podle víry: 544 řeckokatolíků, 144 židů, 27 římských katolíků.
Za první republiky zde byl obecní notariát, četnická stanice a poštovní úřad, který se v letech 1921 až 1929 nazýval Zaluže. Byla zde rusínská škola (3 třídy) a česká škola (1 třída), jezdil sem státní autobus. V roce 1930 zde žilo 813 obyvatel, z toho 670 Rusínů, 121 Židů, 11 Čechů a Slováků, 6 Maďarů, 3 Němci, 2 cizinci.
V roce 1945 byla Zaluž přičleněna k Ukrajinské sovětské socialistické republice, která byla součástí Sovětského svazu, nakonec od roku 1991 je součástí samostatné Ukrajiny. 10. srpna 1946 zde byla otevřena první venkovská nemocnice v kraji, která obsluhovala 12 sousedních obcí.
Dne 22. září 1983 u obce shořel autobus s 29 cestujícími, na památku tragédie je zde od roku 2003 památník.

## Osobnosti
- Pavel Cibere (1910–1979), právník, významný podkarpatský rusínský politik a diplomat, pedagog